# Maxime Maufra
Maxime Maufra, rodné jméno Maximilien Émile Louis Maufra (17. května 1861, Nantes, Francie – 23. května 1918, Sarthe, tamtéž) byl francouzský malíř, rytec a litograf.

## Životopis
Maxime Maufra začal malovat poprvé až v 18 letech. K malování ho vyzývali dva umělci z Nantes, bratři Charles Leduc a Alfred Leduc a malíř krajinář Charles Le Roux.
Se svou kariérou malíře však Maufra nezačal hned. Na prvním místě zůstalo jeho podnikání a od roku 1884 do roku 1890 maloval pouze ve svém volném čase. Tehdy také objevil impresionisty. Maufra vystavoval své obrazy na pařížském Salonu v roce 1886.
V roce 1890 se Maufra rozhodl vzdát se podnikání a stát se malířem na plný úvazek. Odešel z Nantes do Pont-Aven v departementu Finistère v Bretani, kde se setkal s Paulem Gauguinem a Paulem Sérusierem. Maufra měl svou první samostatnou výstavu v Paříži v roce 1894 v Le Barc de Toutteville. Následně vystavoval u Paula Duranda-Ruela, kterému na základě smlouvy zůstal věrný po zbytek života.
Po návratu z Bretaně byl Maufra prvním malířem, který se usadil v Bateau-Lavoir na Montmartru, známém pařížském sídle umělců. Každý rok se vracel do Bretaně, zejména do oblasti Quiberon. Inspiraci pro své umění nacházel na cestách, které ho zavedly do Dauphiné (1904), jižní Francie (1912), Alžírska (1913) a Savojska (1914).

## Dílo
Maufra byl především malíř krajiny a pohledů na moře. Ve svých kompozicích Maufra někdy používal pointilistickou techniku Camilla Pissarra nebo Alfreda Sisleye a převzal také výrazné barvy a silnou kresbu školy Pont-Aven.
Maufra zůstal po celý život nezávislým umělcem a své umění věnoval zaznamenávání krás přírody. Věnoval se také leptu a litografii.

## Glaerie

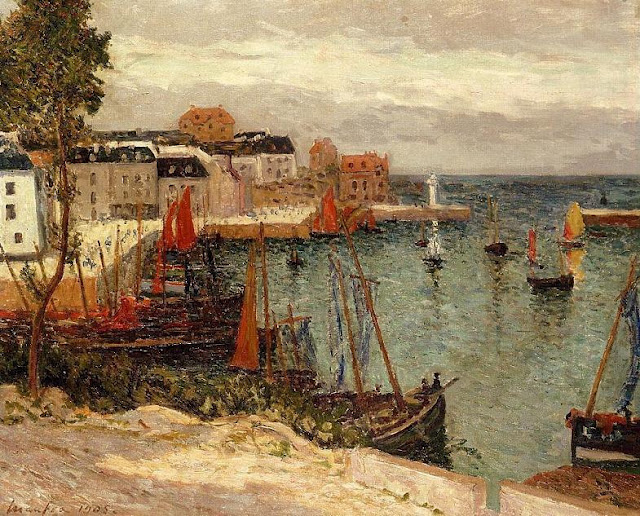
Přístav Sauzon-Belle-Isle-en-Mer (1910)
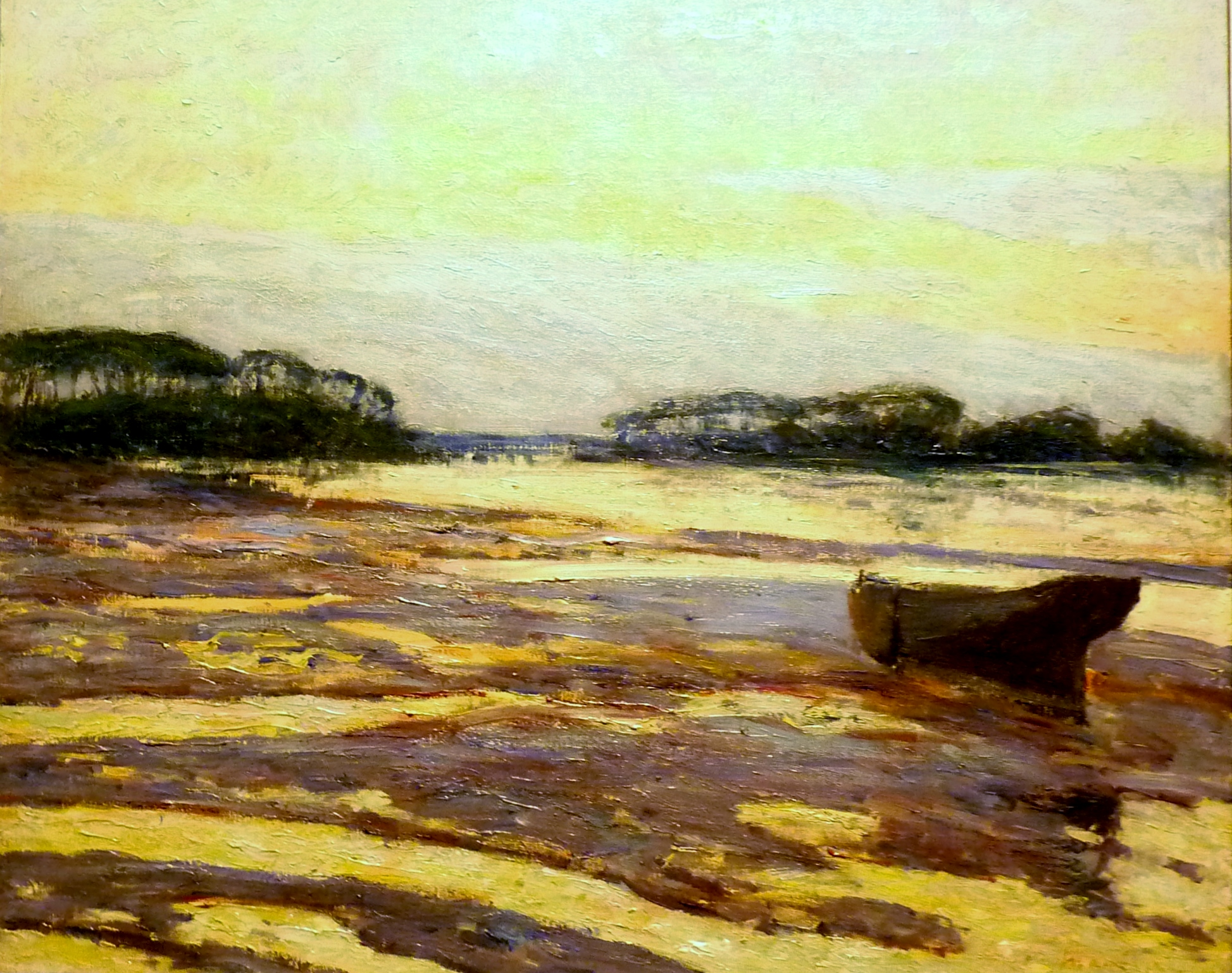
Žlutý soumrak na mělčinách, Loctudy (1898)
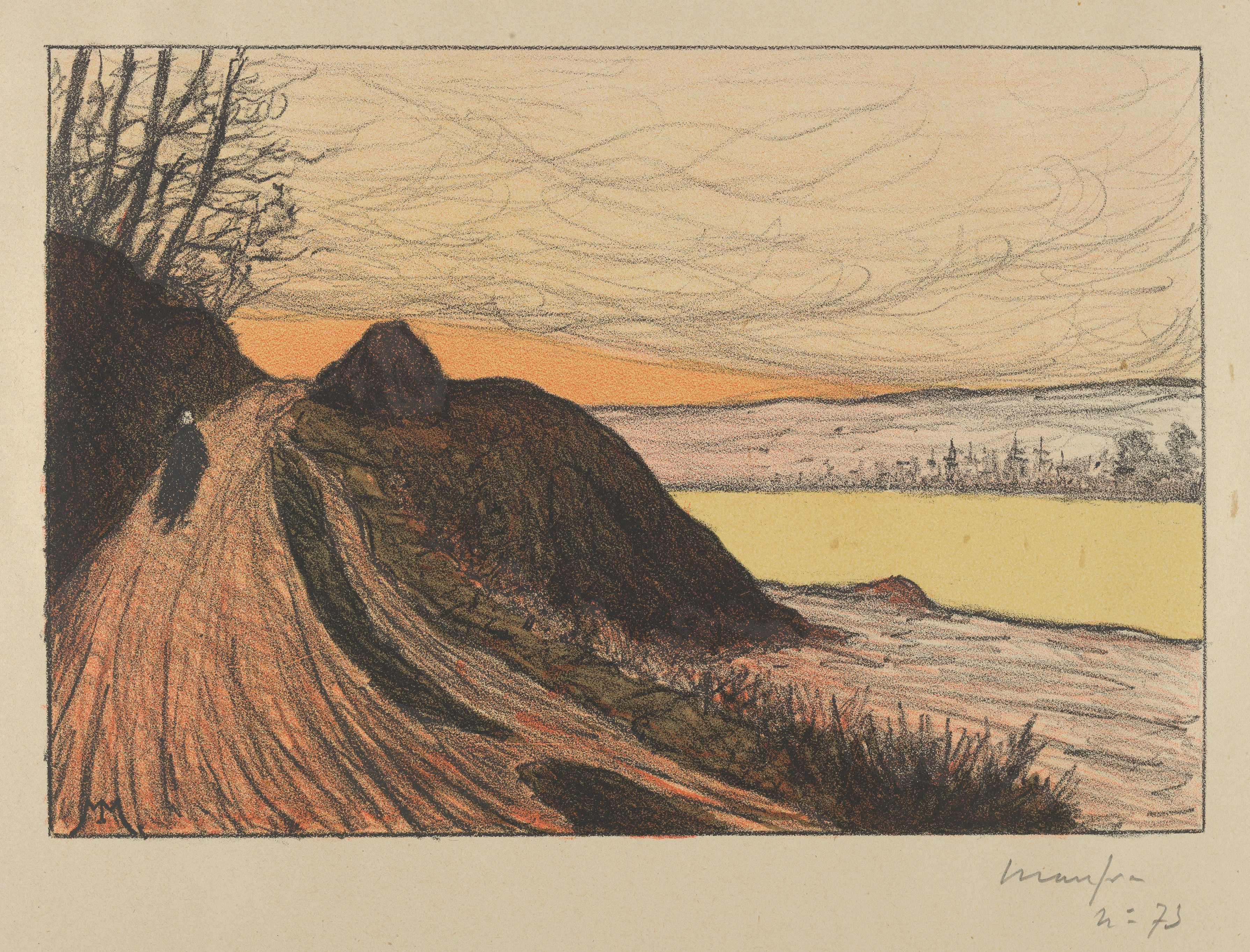
Cesta z Gaudu, litografie (1893)